# Orlovo (Tiumén)
|  | Per a altres significats, vegeu «Orlovo». |

Orlovo (en rus: Орлово) és un poble de l'óblast de Tiumén, a Rússia, que en el cens del 2010 tenia 524 habitants.